# 秋田テレメッセージ
秋田テレメッセージ株式会社（あきたテレメッセージ、英:Akita Telemessage Inc.）は、秋田県秋田市に本社を置いていた、かつてポケットベルなどの事業を行っていた企業。　

## 概要
東北7県の各地に設置された無線呼出し会社のうち、秋田県を営業エリアとする企業として設立。しかし、全国的に伸び悩んだこともあり、新潟を除く6県の企業を統合することとなり、宮城県の事業者を存続法人とする形で1993年に解散。

## 沿革
- 1989年（平成元年）7月 - サービスを開始。
- 1993年（平成5年）7月1日 - 宮城テレメッセージに吸収合併され、解散。宮城テレメッセージが東北テレメッセージに改称の上、当社の事業を継承。

## 通信端末
詳細はテレメッセージ内の通信端末を参照のこと。

## 無線呼出しに割り当てられた番号
当社で契約した場合、秋田MAの番号帯（0188-xx→018-8xx）の番号が割り当てられていた。発信者課金の無線呼出しは、東北テレメッセージへ移行してからサービスが開始されたため、当社への割当はなかった。